# Selbst ist der Mann
Selbst ist der Mann (Eigenschreibweise: selbst ist der Mann) ist eine monatlich erscheinende Zeitschrift der Bauer Media Group, die sich mit dem Thema Do it yourself befasst. Der Redaktionsstandort ist Köln, Chefredakteur ist seit 2000 Nils Staehler.

## Geschichte
Am 1. November 1957 erschien die Erstausgabe im Verlag Brink & Herting, Hamburg. Zielgruppe war die Aufbau-Generation nach dem Zweiten Weltkrieg, die sich nach Deckung der grundlegenden Lebensbedürfnisse nun mit Themen wie Innendekoration und Einrichtung beschäftigen konnte. Das Heimwerken erlaubte dies zu überschaubaren Kosten.
Eine österreichische Ausgabe erschien von 1958 bis 1962 im Wiener Bastei-Verlag, eine schweizerische während des gleichen Zeitraums im Zürcher Verlag Berichtshaus.
Mit Heft 10/1963 wechselte der Titel zur Wort und Bild Verlagsgesellschaft, Darmstadt, und wurde dort unter dem Chefredakteur Günter Kyi mit den Zeitschriften ff – Frohe Freizeit (Erstausgabe: Februar 1959) und Mach mit vereinigt.
Mit Heft 1/1971 übernahm der Heinrich Bauer Fachzeitschriften-Verlag, Köln, das Objekt, seitdem gehört es zur Bauer Media Group.
Von 1990 bis 2009 erschienen Inhalte der Zeitschrift in Buchform im Moewig Verlag.
Mit Heft 12/1992 wurde die DDR-Zeitschrift Practic in Selbst ist der Mann integriert, wo der Titel noch bis Heft 8/2003 im Impressum geführt wurde.
Im November 1996 ging die Website der Redaktion mit Inhalten der Zeitschrift und ergänzenden Informationen ans Netz.

## Inhalte und Konzept
Selbst ist der Mann bringt in den Ressorts Möbelbau und Wohnen, Bauen und Renovieren, Wissen und Technik sowie Garten und Freizeit überwiegend praktische Selbstbau-Anleitungen in Schritt-für-Schritt-Bildfolgen. Ergänzt werden diese Inhalte durch Tests, Kaufberatungen, Grundwissen und technisches Hintergrund-Know-how.
Als Motivation für den Leser sieht die Redaktion heute nicht mehr nur die Notwendigkeit zur kostengünstigen Einrichtung und Verschönerung des eigenen Lebensumfelds in Eigenleistung, sondern auch die Selbstverwirklichung durch persönliche Leistung und greifbare Ergebnisse.
Außer dem monatlichen Stammheft erscheinen regelmäßig themenorientierte Sonderhefte von Selbst ist der Mann – derzeit zu den Themenfeldern Do-it-Yourself im Garten und Bauen und Renovieren.